# SDコマンド戦記
SDコマンド戦記（エスディーコマンドせんき）は、1990年よりバンダイの組み立て式玩具シリーズ「元祖SDガンダム」を中心に展開されたSDガンダムのシリーズ作。

## 概要
『SDコマンド戦記』が始まった時点において、先行するSDガンダムの派生シリーズとして『SD戦国伝』と『SDガンダム外伝』があり、それぞれプラモデルの「BB戦士」、トレーディングカードの「カードダス」が主導的な媒体になっていた。バンダイ玩具第一事業部が手がける組み立て式玩具「元祖SDガンダム」（以下、「元祖」）でも『SD戦国伝』や『SDガンダム外伝』のキャラクターを商品化していたが、他の事業部主導ではなく、新たに「元祖」が中心となって展開できるシリーズを企図して立ち上げられたのが『SDコマンド戦記』だった。
『SDコマンド戦記』シリーズ第1作『G-ARMS』の中心キャラクター「コマンドガンダム」は、もともとは「SDV」（SDガンダムバリエーション）の中のひとつとして横井孝二（横井画伯）によってデザインされ、その後、『G-ARMS』開始以前の1989年9月に「元祖」で商品化されると好調な売れ行きを見せた。そこから「コマンドガンダム」と対になるライバルキャラクターや陸、海、空軍の設定といったミリタリー色の強い世界観が固まっていき、1990年より『G-ARMS』として展開が始まった。
その後のシリーズでは、物語上の繋がりは保ちつつも世界観は毎年ごとに大きく変わっていった。翌年の『SDコマンド戦記II ガンダムフォース』（1991年）は「ヒーローもの」というコンセプトのもと、近未来都市を舞台に警察やレスキューなどが活躍する。3作目の『SDコマンド戦記III SUPER G-ARMS』（1992年）では、「G-ARMS」が再結成され、宇宙に舞台を移した。最終作となった『新ガンダムフォース グレートパンクラチオン』（1994年）では、前作の主人公らが別の銀河へと飛ばされ、銀河一を決める闘技大会に参加することになる。
『ガンダムフォース』以降は神田正宏による漫画版が『デラックスボンボン』誌上で連載されたが、『グレートパンクラチオン』編の途中で連載が終了し、また同編は単行本化もされていない。映像作品としては、1991年に映画『機動戦士ガンダムF91』と併映された短編『武者・騎士・コマンド SDガンダム緊急出撃』に『G-ARMS』よりコマンドガンダムが登場し、1993年には映画『SDガンダムまつり』の中の一編として『SDコマンド戦記ガンダムフォース SUPER GARMS ファイナルフォーミュラーVSノウムギャザー』が発表された。

## 他シリーズとのリンク
当初はSDガンダムのオリジナルキャラクターという位置付けであったが、キャラクターが増えるにつれ独自の世界設定が設けられるようになり、後に武者ガンダム・騎士ガンダム世界とのクロスオーバーしている。
『新SD戦国伝 伝説の大将軍編』では、『SDコマンド戦記 G-ARMS』に登場するガンセイバーΖが天宮（武者ガンダム世界）で頑星刃として行動。
『新SD戦国伝 超機動大将軍』に登場する武者真紅主はマゼラン大陸出身。
『SDコマンド戦記III SUPER G-ARMS』に登場する海賊騎士キャプテンレッドは、ブリティス王国の麗騎士 、ダバード王国の吟遊騎士らレッドウォーリア一族（騎士ガンダム世界）の子孫。
『新ガンダムフォース グレートパンクラチオン』に登場するドラグナージークガンダムは『新約SDガンダム外伝 創世超竜譚』に登場した龍王アリオスが生きた創世の時代から遥か未来の龍の一族最後の末裔であり、後に古代のスダ・ドアカで『新SDガンダム外伝 ナイトガンダム物語』の雷の一族の開祖になり、伝説の聖騎士やゼロガンダムの先祖にあたる。（ドラグナージークの代で未来から過去に戻ったような時系列になっているのは、グレートパンクラチオンの舞台であるメビウス銀河がメビウスの輪のような特殊な時間軸を持つ世界であるため。）
また、コマンドガンダムはガンダムF90の設定に因んでAからZまでの26種類の姿を持つと設定され、様々なSDガンダムのシリーズに出演している。

## シリーズ一覧
- SDコマンド戦記 G-ARMS（1990年-1991年展開）
- SDコマンド戦記II ガンダムフォース（1991年-1992年展開）
- SDコマンド戦記III SUPER G-ARMS（1992年-1993年展開）
- 新ガンダムフォース グレートパンクラチオン（1993年-1994年展開）

## 世界設定
近未来世界を扱っているため、大陸から宇宙、果ては外銀河と非常に広い範囲を舞台としている。惑星間航行も可能な高い技術を持ち、銀河連邦の元で人間とMSが共存して暮らしている。SDUC（SD宇宙世紀）という暦が用いられており、銀河連邦結成の年をSDUC.1としている。過去の連邦宇宙軍とザタリオン帝国の戦いは、SDUC.0179から0199。『SDコマンド戦記 G-ARMS』はSDUC.0470以降の展開となっており、ブラッディザクの襲撃からの再起はSDUC.0479。
また、登場するマゼラン大陸の存在するG-ARMSの舞台となった星は武者ガンダム・騎士ガンダムと同一の、遠い未来の世界という関係となっており、物語中では一部に同族・子孫であると思われるキャラクターも登場している。

### G-ARMSの舞台
「武者ガンダム」の天宮、「騎士ガンダム」のスダドアカワールドと同じ惑星が物語の舞台となっている。
G-ARMSメンバー達が暮らす中央大陸マゼランとザタリオン帝国が本拠とする暗黒大陸の他に、マゼラン大陸の北～北西に未開大陸、東にムラサメ市自治領のある名称不明の大陸、南西に名称不明の大陸、などが存在している。
なおマゼラン大陸周辺を囲むように磁気嵐が覆っており、マゼラン大陸と外界との接触は遮断されている。
マゼラン大陸
中央大陸と呼ばれ、首都をジャブローに置いて大陸全体が一つの国家となっている。
G-ARMSはこの大陸を中心にザタリオン帝国に対する防衛ラインを敷いている。
ロンデニオン山脈
マゼラン大陸でもっとも高い山脈、G-ARMSの本拠地が置かれている。
ジャブロー
マゼラン大陸南東の湾部に面している大陸の首都。
テキサス諸島
エウーゴ市の南東、マゼラン大陸と東の大陸の間に位置するリゾート地。
アナハイム村
大陸中央部の村。
サラミス湖
ペズン市
大陸北東の街。
グラナダ市
大陸北部の街。
エゥーゴ市
首都ジャブローの南東の街。
G-ARM警備基地
エウーゴ市の西にある基地。
G-ARM海上基地
エウーゴ市の南の島にある基地。
フォンブラウン市
大陸西側の街。首都ジャブローおよびペズン市と大陸を横断する鉄道で結ばれている。
ルウム市
大陸南部の街。
シャングリラ
大陸北部の街。
グリーンオアシス自治領
シャングリラの北の島にある自治国。
カラバ河
首都ジャブローの北東の河。
アーガマ湖
大陸南部の巨大な湖。
ルナ岬
大陸南部の岬。
大陸北部、シャングリラの真北に位置する大きな島にある自治領。
運河
アフリカ大陸のような形の大陸南東地域との接続部にある運河。
オデッサ
大陸南東地域の北部にG-ARMSの中継基地が置かれ、ダカール基地との中継地点の役目を担っている。
ダカール
大陸南東地域の中央部の西側、両軍勢力ライン上にG-ARMSの前線基地が置かれている。メンバーの詳細データや本拠地の位置などが管理されている重要拠点となっている。
砂漠
大陸南東地域全体に広がる砂漠地帯。南半分はザタリオン帝国の勢力圏となっており、砂漠にザタリオン前線基地がある。
東大陸
カラハ湾を挟んでマゼラン大陸の東に存在する大陸。正式名称不明。大陸の西端のみ磁気嵐の内部に含まれている。北部西端と南部西端の間には湾口があり東側にある湾の奥は磁気嵐の外界であるため、磁気嵐内部では陸続きにはなっていない。
ムラサメ市自治領
大陸北部の西端にある自治国。
グリプス山
大陸南部の西端にある世界で最も高い山。麓には密林地帯がありザタリオン帝国の勢力圏となっている。両軍戦力ライン上にあり、ザタリオン帝国が要塞を建設している。
次元断層
マゼラン大陸と暗黒大陸の間の海に常時生じている巨大な渦。中央には飲み込まれると逃げ出せない次元の歪みがある。
大地の裂け目
マゼラン大陸から暗黒大陸まで海を挟んで南北に走っている長大な裂け目。
暗黒大陸
マゼラン大陸の南、南極圏に位置する大陸。大陸北半分が磁気嵐の内部に含まれている。ザタリオン帝国が本拠地を置いている。
G-ARMSダカール基地方面の海域には巨大な次元断層が渦巻いており、非常に不安定な状況にある。
要塞島ソロモン
暗黒大陸の北にある島、ザタリオン帝国によって要塞化されている。
未開大陸
マゼラン大陸の北から西に広がっている巨大な大陸。グリーンオアシスの北に磁気嵐の内部に含まれた地域がある。
地図上ではマゼラン大陸の南西に見切れている、完全に磁気嵐の外側にある大陸も描かれている。

### ガンダムフォースの舞台
ジオニックシティ
『SDコマンド戦記II ガンダムフォース』の舞台となった都市、コロニー船の落下に乗じて惑星全域を制圧した新生コスモ・ザタリオン帝国が落下したコロニーを中心に建設した都市。
フューチャーカンパニーを中心とした複数の組織で構成されたジオニック・コネクションが都市を支配し、悪政を敷いている。

### SUPER G-ARMSの舞台
フロンティアスター
大暗黒星雲
銀河連邦がある銀河系から約210万光年離れた他銀河系
ザタリオン帝国の襲来元。
ア・バオア・クー星系
銀河連邦がある銀河系の70%を支配したザタリオン帝国が本拠地として総統府を置いた場所。SDUC.0196に陥落。
ブラックホール星団
SDUC.0186にコマンドガンダム率いる艦隊がザタリオン帝国に大勝利を収めた場所。
コマンドガンダムの故郷の惑星
SDUC.0193にVコマンドガンダムとフューラーザタリオンが一騎討ちを繰り広げた。Vコマンドガンダムは敗北し、惑星は破壊された。
フロンティア星系
ザタリオン帝国の秘密兵器によってSDUC.0195に星系が消滅した。

### グレートパンクラチオンの舞台
メビウス銀河
『新ガンダムフォース グレートパンクラチオン』の舞台で、今までのシリーズとは異なる次元の銀河とされている。

## 参考資料
- 元祖SDガンダム付属冊子
  - SD GUNDAM COMMAND SERIES TOP SECRET『G-ARMS』
  - TOP SECRET 2
  - TOP SECRET 3
  - TOP SECRET 4 『SDコマンド戦記IIガンダムフォース』
  - TOP SECRET 5 『SDコマンド戦記IIガンダムフォース』『SUPER G-ARMS』
- 『新SDガンダム外伝プレミアムコンプリートボックス ナイトガンダム物語』付属「おもしろ解説書プレミアム」
- 『SDガンダム SDコマンド戦記＆ガンドランダー メモリアルブック』